# 多依林水库
多依林水库，位于中华人民共和国云南省普洱市澜沧拉祜族自治县北部富邦乡境内，是黑河支流社康河上的一座中型水库。水库工程于1988年1月开工建设，1997年完工。2002～2005年进行了除险加固。水库总库容1740万立方米，兴利库容1570万立方米，正常蓄水位1833.6米。水库大坝为均质土坝，坝高46.6米，坝顶长176米。多依林水库是为解决上允坝缺水问题而兴建的水利工程，跨流域提供上允坝1.4万人生活饮用水及上允糖厂的工业用水。